# 卡里尼昂德波尔多
卡里尼昂德波尔多（法語：Carignan-de-Bordeaux，法語發音：[kaʁiɲɑ̃ də bɔʁdo]，意为“波尔多的卡里尼昂”）是法国吉伦特省的一个市镇，属于波尔多区。 

## 地理
卡里尼昂德波尔多（44°48'54"N, 0°28'29"W）面积8.78 平方千米，位于法国新阿基坦大区吉倫特省，该省份为法国西南部沿海省份，是法國本土面积最大的省，北起滨海夏朗德省，西临大西洋，南至朗德省，东南接洛特-加龍省，东临多爾多涅省。
与卡里尼昂德波尔多接壤的市镇（或旧市镇、城区）包括：特雷斯、塞纳克、布利亚克、法尔格圣伊莱尔、拉特雷讷、利尼昂德波尔多。

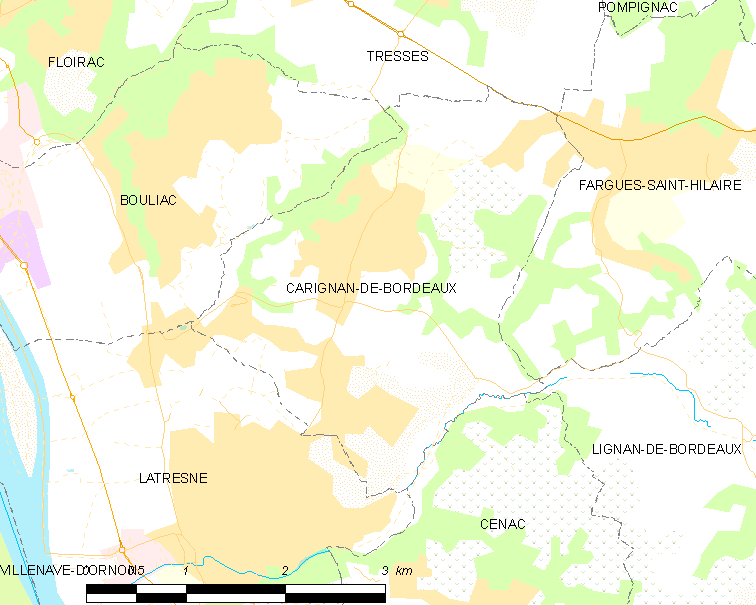
卡里尼昂德波尔多的OSM定位图

卡里尼昂德波尔多的时区为UTC+01:00、UTC+02:00（夏令时）。

## 行政
卡里尼昂德波尔多的邮政编码为33360，INSEE市镇编码为33099。

## 政治
卡里尼昂德波尔多所属的省级选区为克雷翁县。

## 人口

1962-2008年间卡里尼昂德波尔多人口变化图示

卡里尼昂德波尔多于2022年1月1日时的人口数量为4312人。